# Є (кириллица)

Рукописная буква Є

Є, є (название: е, в Юникоде украинская Е) — восьмая буква современного украинского алфавита, употребляется также в русинском, хантыйском и церковнославянском алфавитах; до середины XIX века входила в алфавит сербского языка.

## История знака
Исторически начертание Є (так называемое «якорное Е» или «длинное Е») возникло как вариант кириллической буквы Е и употреблялось в начале слов и после гласных; соответствует букве-лигатуре «Е йотированное» (Ѥ, ѥ) древнейших памятников. Такое фонетическое различие начертаний Е и Є было особенно характерным для украинской книжной традиции. В гражданском шрифте, однако, особое начертание отдельной буквы для Є первым появилось не в украинском языке, а в сербском (в середине XVIII века), где использовалось до реформ Вука Караджича середины XIX века; заменено сочетанием је.

## Є в церковнославянской орфографии
В церковнославянской письменности знак є считается вариантом строчной буквы е (прописная буква единая), хотя в некоторых старых азбуках є указывалось и отдельно, после е или на месте нынешней буквы э. Основные правила, разграничивающие употребление форм е и є в церковнославянской орфографии, таковы:
1. в начале слов всегда пишется широкий («якорный») є;
2. в середине же и в конце чаще всего пишется простой («узкий») е (в том числе и после гласных), исключения, когда пишется якорный «є», следующие:
  - окончания -євъ и -ємъ множественного числа всегда пишутся с широким є: ѹ҆ ѻ҆тцє́въ, къ ѻ҆тцє́мъ (к отцам), но в единственном числе омонимичные формы имеют простой е: до́мъ ѻ҆тце́въ (отца, отцовский), съ ѻ҆тце́мъ;
  - другие окончания множественного числа пишутся с широким є в том случае, если существуют омонимичные формы единственного числа: і҆ꙋде́є (иудеи) — і҆ꙋде́е (иудей!, звательный падеж единственного числа); є҆ди́нъ и҆зъ і҆ꙋдє́й (один из иудеев) — є҆ди́нъ і҆ꙋде́й (один иудей); и҆дꙋ́тъ і҆ꙋдє́и и҆зъ і҆ꙋде́и (идут иудеи из Иудеи);
  - и вообще, если существительное или прилагательное имеют форму множественного числа, звучащую так же, как и какая-то форма единственного числа, то во множественном числе простой е заменяется на широкий є (ѹ҆ жены̀ — и҆дꙋ́тъ жє́ны ю҆́ныѧ);
  - киевские издатели сверх того различают падежи личных местоимений, соответствующие русским формам «меня, тебя, себя»: ѹ҆ менє̀, ѹ҆ тебє̀, ѹ҆ себє̀ (родительный) — смотрѝ на менѐ, на тебѐ, на себѐ (винительный); в московских изданиях здесь в обоих случаях простой е;
3. в качестве числового знака (со значением 5) используется почти исключительно широкое є.

Во многом похожие правила разграничивают использование букв он и омега, см. статью Омега (кириллица).
В старообрядческом изводе широкое є используется не только в этих случаях, но и вообще после гласных.

## Є в украинском языке
В современной украинской письменности буква Є обозначает:
- в начале слова, после гласной и после апострофа — пару звуков [je];
- после согласных — звук [е] с палатализацией (смягчением) этой согласной.

Иначе говоря, буква Є используется аналогично русской букве Е, за исключением тех случаев, когда согласная перед русской Е не смягчается (после ж, ш, ц и в некоторых заимствованных словах); некоторое различие состоит и в том, что Є, как и вообще украинские гласные, меньше подвергнуто редукции в безударном положении (русские безударные Е, И, Я практически неразличимы).
Буква Є иногда используется для нарочито-точной передачи русских слов в украинской речи («Астанавісь, мґнавєньє, ти прєкрасно!»), а также для передачи русских фамилий с корневой буквой е, которой в украинском языке соответствует буква і: Бєлов, Дем’ян Бєдний, Рєпін.
Особая буква Є в отличие от Е была использована в альманахе «Русалка Днѣстровая» (1837): «є завсѣда в силѣ je або ье употребляєм». При издании украинских текстов русской азбукой (ярыжка) украинские Е и Є обычно одинаково передавались буквой Е (имелось в виду читать её йотированно в начале слов и после гласных, но без смягчения после согласных), лишь Є после согласных обозначали ятем (Ѣ).

## Замена для монгольской и тюркской буквы Ө
Поскольку далеко не все компьютерные шрифты содержат букву Ө, применяемую в ряде монгольских и тюркских алфавитов на основе кириллицы, то часто, особенно в интернет-общении (блоги, чаты, веб-форумы) Є применяется вместо этой буквы, что надо учитывать при чтении монгольских и тюркских текстов из интернета.

## Таблица кодов
| Кодировка    | Регистр   | Десятич- ный код | 16-рич- ный код | Восьмерич- ный код | Двоичный код      |
| ------------ | --------- | ---------------- | --------------- | ------------------ | ----------------- |
| Юникод       | Прописная | 1028             | 0404            | 002004             | 00000100 00000100 |
| Юникод       | Строчная  | 1108             | 0454            | 002124             | 00000100 01010100 |
| ISO 8859-5   | Прописная | 164              | A4              | 244                | 10100100          |
| ISO 8859-5   | Строчная  | 244              | F4              | 364                | 11110100          |
| KOI8-U       | Прописная | 180              | B4              | 264                | 10110100          |
| KOI8-U       | Строчная  | 164              | A4              | 244                | 10100100          |
| Windows-1251 | Прописная | 170              | AA              | 252                | 10101010          |
| Windows-1251 | Строчная  | 186              | BA              | 272                | 10111010          |

В HTML прописную букву Є можно записать как &#1028; или &#x404;, а строчную є — как &#1108; или &x454;. Некоторые системы позволяют ввести символ по десятичному или шестнадцатиричному коду.
Стандарт Юникода предусматривает, что древней кириллической букве «есть» в компьютерном представлении соответствует Є, а не Е. С другой стороны, если знак Є используется в современном русском тексте в качестве стилизации «под старину», то его следует кодировать как Е в сочетании со шрифтом, изображающим Е в виде Є.
Что касается церковнославянского языка, то стандарт Юникода предусматривает, что узкой или простой «есть» соответствует Е, тогда как Є используется для передачи «есть» широкого или якорного.